# Tyszkiwka (hromada Tyszkiwka)
Tyszkiwka (ukr. Тишківка) – wieś na Ukrainie, w obwodzie kirowohradzkim, w rejonie nowoukraińskim, siedziba hromady. W 2024 liczyła 2666 mieszkańców.